# Ronan Le Goff
Pour les articles homonymes, voir Le Goff.
Ronan Le Goff, né le 11 mai 1970 à Brest, est un skipper et navigateur français.

## Parcours
Originaire de Landudec, il vit actuellement dans la campagne fouesnantaise. Il est pêcheur à l'âge de 18 ans. À 22 ans, Ronan embarque sur des caseyeurs pour la capture des homards. Sur le Belem durant 18 mois, il est ensuite gabier. Il poursuit sa carrière sur Figaro au centre de Port-la-Forêt (29).
Aujourd'hui, Ronan Le Goff (équipier n°1) est l'un des rares marins détenteur :
- du record de la Traversée de l'Atlantique Nord,
- des 24h : « avec plus de 700 milles, (dit-il) je fais partie de cette équipe ayant gravé le record de distance parcouru en une journée ! Ainsi je suis l'un des 10 hommes les plus rapides de la planète ! »
- du Trophée Jules-Verne à trois reprises. Cette distinction honore l'équipage effectuant, dans le temps le plus court, le tour du globe, sans assistance ni escale.

Dans la discrétion médiatique, Ronan est devenu l’un des hommes les plus recherché en course-au-large. Sa spécificité : les records autour du monde. Sur Orange avec Bruno-Peyron, pour la seconde fois, il est codétenteur du "Jules-Verne". Non rassasié, ce 24/01/2008, Ronan, équipier n°1 de Franck-Cammas, est reparti, sur Groupama3, à la reconquête de son trophée. Tentative avortée à la suite du chavirage au sud de la Nouvelle-Zélande. L'année suivante (hiver 2009/2010) lui sera plus favorable et lui permettra de remporter pour la 3e fois le Trophée Jules Verne. En remportant pour la troisième fois ce trophée, Ronan le Goff est recordman du nombre de victoires en égalant Bruno Peyron.

## Palmarès
- 2000/2002 : avec Yvon-Fauconnier sur Darwin-Sound, Tour de l'Amérique du sud et du Pacifique
- 2001 : avec Roland Jourdain, EDS Atlantic Challenge sur Sill-Plein-fruit
- 2002 : avec Bruno Peyron, Codétenteur du Trophée Jules Verne sur Orange
- 2002-2003 : Grand Prix monocoque sur Sill avec Roland Jourdain et le multicoque de Jean Le Cam (Bonduelle)
- 2002-2003 : vainqueur de la Fastnet Race sur VMI avec Sébastien Josse
- 2003 : avec Ellen MacArthur, Tentative de Trophée Jules Verne à bord de Kingfisher2
- 2004 : sur le monocoque Bonduelle II de Jean Le Cam, Vainqueur de Calais-Round-Britain-Race
- 2004 : tentative de record de l'Atlantique sur Orange 2
- 2004 : Vainqueur de la Transat Québec-Saint-Malo sur Sergio-Tacchini (avec Karine Fauconnier)
- 2005 : avec Bruno Peyron, Trophée-Jules-Verne sur Orange 2
- 2005 : avec Roland Jourdain, Championnat Imoca-Calais-Round-Britain-Race 2e sur Sill-Veolia
- 2005 : sur Banque Populaire IV Championnat ORMA-IB-Group Challenge vainqueur
- 2008 : avec Franck Cammas, Tentative de Trophée Jules-Verne à bord de Groupama 3
- 2010: avec Franck Cammas, Record du Trophée Jules Verne à bord de Groupama 3